# Chiesa di Santa Maria della Serra
La chiesa di Santa Maria della Serra, detta anche santuario di Santa Maria Assunta è un edificio religioso di Palombaro, in provincia di Chieti.

## Storia

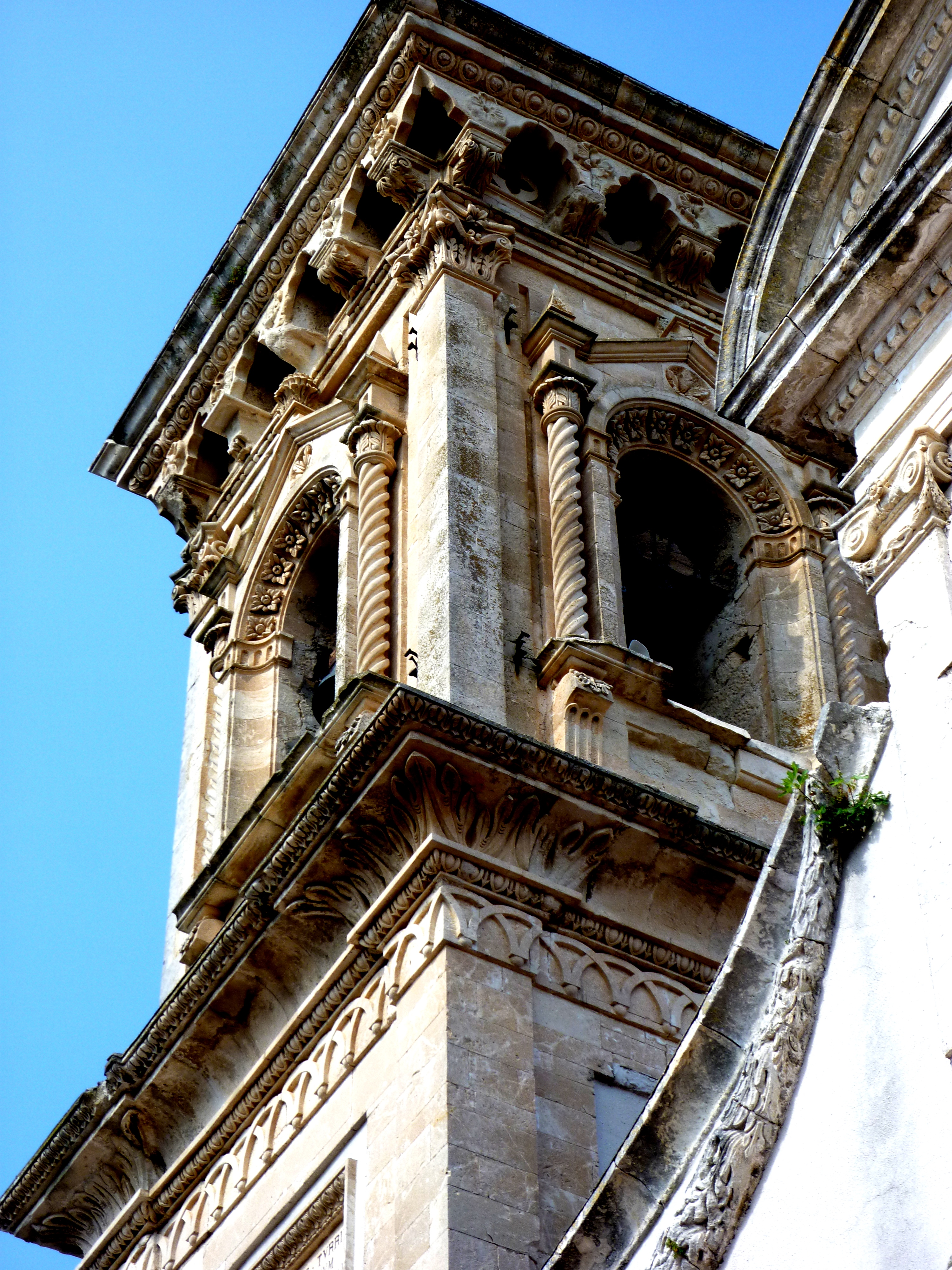
Particolare del campanile.

La prima chiesa fu edificata nel XVI secolo sul luogo dove sorgeva un antecedente edificio di culto del XIII secolo, andato in rovina. È possibile supporre comunque che in questo sito esistesse un tempio romano per le divinità pagane, a sua volta costruito su un luogo di culto italico.
In virtù della fondazione della chiesa, c'è la leggenda dell'apparizione della Vergine Maria della Serra nel (XV secolo) a un contadino, sopra un albero, chiedendo la costruzione di una chiesa. Il contadino non avrebbe rispettato dei dettami della Madonna, che voleva avere lo sguardo verso Roma, e l'altare fu rivolto verso Palombaro, ragion per cui secondo la leggenda con i terremoti vari la chiesa crollò sempre. L'antichità della statua venerata ha indotto a pensare che, come la Madonna dell'Amatrice, questa sia stata ricavata da una statua romana. Con il terremoto della Majella del 1700 la chiesa, che era stata rivolta verso la montagna e Roma, non crollò, invece Palombaro risultò distrutta. Ciò secondo la leggenda avrebbe contribuito ad accentuare il culto.
La chiesa, seguendo l'architettura, fu ricostruita interamente dopo un terremoto del 1706 dell in stile tardo barocco per l'interno e la facciata, con aggiunte neoclassiche ottocentesche. Lo stile fu quello gesuitico romano, come dimostra la facciata identica a quella di San Domenico a Chieti.
Tra i numerosi rimaneggiamenti che l'edificio ha subito, vanno annoverati la prima ricostruzione completa del 1551 e la seconda del 1841, durante la quale assunse l'aspetto attuale. Un primo campanile sorse nel 1613, quando dovette sostituire quello della chiesa di San Salvatore in un momento in cui quest'ultima non poteva essere utilizzata. L'interno fu restaurato nel 1861, con l'aggiunta delle lavorazioni in stucco parzialmente visibili oggi, poiché andate perdute in gran parte nel corso delle ristrutturazioni del Novecento. Tra il 1851 ed il 1880 venne eretto l'attuale campanile, interamente realizzato a spese della popolazione locale e progettato dallo scalpellino Timoteo Di Bello, di Pennapiedimonte, con interventi anche dello scultore Felicetto Giuliante di Guardiagrele.

## Descrizione
A causa dei continui e massicci rimaneggiamenti, lo stile architettonico dell'edificio si presenta estremamente disomogeneo. La semplice facciata, ripartita verticalmente in tre settori da paraste in pietra a vista e orizzontalmente da cornicioni in pietra scolpita, ospita un portale a timpano curvo e due nicchie con altrettante statue. Il campanile, che fiancheggia il prospetto principale, è composto da tre livelli suddivisi da cornici marcapiano lapidee.
Il campanile risulta l'elemento più interessante della chiesa, costruito in stile neoromanico da Giuliante e Di Bello, seguendo i modelli degli antichi campanili e facciate delle abbazie romanica abruzzesi, come San Clemente a Casauria o San Liberatore alla Majella: le decorazioni molto fini del campanile riguardano gli archi, bifore al livello mediano con colonnine tortili, e a tutto sesto con ghimberga goticheggiante nel lato della cella campanaria, con a sostegno delle colonnine tortili e traforate; di interesse anche le piccole cornici marcapiano, molto rifinite, con al lato mediano degli archetti intrecciati di chiara derivazione longobarda, mentre quelli superiori abbracciano lo stile eclettico moresco, con ai punti convergenti delle testine di piccoli telamoni, di chiara reminiscenze romanico-gotica.
All'interno, formato di tre navate, arcate su pilastri squadrati sorreggono le campate e l'altare maggiore è affiancato da altri quattro altari minori. Per quanto riguarda l'arredo, on pennacchi e stucchi tipicamente tardo barocchi, di metà Ottocento di reminiscenze romane, è presente una statua lignea raffigurante la Madonna seduta con Bambino, risalente ad un periodo compreso tra la fine del XV e l'inizio del XVI secolo. Si trova presso l'altare maggiore.
Presso la cantoria vi è un organo dismesso proveniente dalla ditta D'Onofrio. Gli altari laterali, dalla navata di sinistra, ospitano una lapide di P. Pietro d'Urbano che fece restaurare la chiesa, l'altare della Congregazione del Rosario con la statua della Madonna del XIX secolo, e il capoaltare con la statua della Vergine Immacolata. Da destra gli altari ospitano una copia del dipinto "San Michele scaccia il demonio" di Guido Reni, una tela del Martirio di San Sebastiano, e il capoaltare con la statua di Sant'Antonio di Padova del XX secolo.
Elementi scultorei medievali di spoglio dalla chiesetta di Sant'Angelo d'Ugni si trovano all'ingresso della chiesa.